# Babolský háj
Babolský háj je přírodní památka, lokalita Babolky – čtvrť města Letovice v okrese Blansko. Správa AOPK Brno. Výměra je 5,05 ha, celková plocha včetně ochranného pásma 17,12 ha. Důvodem ochrany je mokřad s výskytem vzácného kapradníku bažinného (Thelypteris palustris).